# جورج الحاج
جورج زكي الحاج (1953) كاتب وشاعر وباحث وأكاديمي لبناني، له العديد من الكتابات والأعمال المنشورة.

## سيرة
ولد جورج زكي الحاج في العام 1953 في بلدة إيعات البقاعية. درس الابتدائية في قريته، ثم انتقال بعد هذه المرحلة الى مدينة بعلبك، لإنهاء المرحلة المتوسطة والمرحلة الثانوية الأولى. درس في كلية الحقوق والعلوم السياسية والادارية في الجامعة اللبنانية، ثم انتقل الى كلية الآداب والعلوم الانسانية في الجامعة نفسها، فحاز فيها شهادة الماجستير في اللغة العربية وآدابها، ثم انتقال الى جامعة القدّيس يوسف ليحوز فيها شهادة الدكتوراه في الأدب العربي. سافر بعد ذلك، إلى سراسبورك بفرنسا ليحوز فيها شهادة دكتورا دولة أيضا، في النقد الأدبي.
عمل الحاج أستاذًا محاضرًا في كلية الآداب العلوم الإنسانية في الجامعة اللبنانية لحين تقاعده.

## أعماله
للحاج العديد من الأبحاث والدراسات، وأكثر من 30 كتابًا تتراوح بين الدراسات النقدية وأخرى في الأدب والشعر، وتتنوّع موضوعات مؤلفاته بين القصة القصيرة (مجموعتان)، والنقد السياسي (كتابان)، والنقد الفكري الديني (كتاب)، والشعر (ثمانية دواوين: 4 بالفصحى و4 بالعامية). أما المؤلفات الأخرى، فهي في الفكر النقدي والفكر الأدبي، وهي تُعاصر الحركة الأدبية اللبنانية منذ مطلع القرن العشرين حتى اليوم. ومن أعماله:

### في النقد
- الفرح في شعر سعيد عقل - 1980 (عدة طبعات)[8][9]
- نقدات على بيدر الكلمة - دراسات نقدية لمنتخبات أدبية معاصرة - 1983[10]
- الحلم الخلاّق في شعر عبدالله الأخطل - 1992[11]
- ثنائية الرؤيا - دراسة الأبعاد والجمالية والحضارية في "ملحمة الإغتراب اللبناني" للعميد رفيق الفغالي - 1995[12]
- الابداعية بين الفصحى والعامية يليه زكي مطر الحاج: حياته والخماسيات - 1999[13]

- في أدب العربية[14]

- أوزان الزجل وأوزان الخليل
- النقد الأدبي من الأكاديمية إلى الإبداعية
- إبداع العامية (الحمصي - الحاج - العامي المصري) - 2018
- دلائل الفرح في القرآن الكريم

### في الشعر
- هبة عطر (بالعامية اللبنانية)
- ورد وغار (بالعامية اللبنانية)
- شو حلو مبارح (بالعامية اللبنانية)
- رخ الندي (بالعامية اللبنانية)
- الصوت المصلوب - 1993
- عارٍ جسد الصحراء[1]

### في القصة
- وعد
- جدول الضرب

### في الدراسة
- الأبعاد الجمالية في الشعر العامي المصري[15]
- الزجل والشعر العامي[16]
- أوزان الزجل وأوزان الشعر الفصيح[17]
- أوزان الزجل اللبناني[18]
- بين الموشحات الأندلسية وشعر التروبادور[19]